# TerraPower
ТерраПавер (англ. TerraPower) — американська компанія, що займається розробкою перспективного ядерного реактора на біжучій хвилі (TWR). На відміну від легководних реакторів (водо-водяних (PWR), киплячих (BWR)), що працюють по всьому світові й використовують як паливо збагачений уран з періодом дозаправки в кілька років, реактор на біжучій хвилі зможе працювати на збідненому урані без дозаправлення протягом 40-60 років.

## Історія
Компанія утворилася 2008 року шляхом відокремлення від Intellectual Ventures. Наприкінці 2009 року Білл Гейтс відвідав японські заводи Toshiba, в результаті цього візиту було підписано угоду про нерозголошення з використання технологій міні-реактора Toshiba 4S в розробках TerraPower.
Станом на 2015 рік жодного державного контракту з Урядом США не підписано, бо американські регулятори ринку відклали будівництво на десять років, обґрунтовуючи власне рішення потребою більш розширеної документації для процесу сертифікації. Компанія знаходиться в пошуках країни, що погодиться на розміщення експериментальної установки.
TerraPower, планує побудувати прототип реактора з виробничою потужністю в кілька сотень МВт до 2020 року.
Компанія ставить перед собою наступні цілі:
- технологічне поліпшення стану ядерної енергетики з використанням сучасних технологій і обчислювальних можливостей обробки даних;
- оцінка впливу нових концепцій на весь паливний цикл.

## Власники
Одним з основних інвесторів TerraPower виступав Білл Гейтс. Інші значні інвестори — Charles River Ventures і Khosla Ventures, вони інвестували 35 млн американських доларів в компанію 2010 року. У грудні 2011 року міноритарний пакет акцій TerraPower був придбаний індійською компанією Reliance Industries, а її власник Мукеш Амбані увійшов до складу ради директорів TerraPower. Компанія частково фінансується Лос-Аламоською національною лабораторією.

## Команда
Команда TerraPower включає в себе близько 50 експертів, серед яких вчені та інженери з Ліверморської національної лабораторії, Fast Flux Test Facility, Microsoft, різних університетів, а також менеджери з досвідом роботи в Міністерстві енергетики США, компаніях Siemens A. G., Areva NP, на проекті ІТЕР. Головний виконавчий директор — Лі Макінтайр.

## Технологія
Зусилля TerraPower спрямовані на створення нового типу реактора, який відрізняється високим коефіцієнтом використання палива, та не вимагає переробки відпрацьованого ядерного палива, може працювати на збідненому урані. Реактор дозволить використовувати зазвичай непридатний в енергетиці уран-238 і перетворювати його на плутоній-239 в рамках замкнутого паливного циклу, минаючи дорогу і жорстко контрольовану процедуру збагачення. Безперервна експлуатація таких реакторів не потребує дозаправлення і може тривати від 40 до 60 років. Захований під землею реактор може пропрацювати приблизно 100 років. Реактор перебуває у фазі теоретичних досліджень і комп'ютерного моделювання з емпіричними доказами здійсненості такого проекту.
У жовтні 2015 року компанія почала досліджувати реактор на розплавах солей (MSR) як альтернативну технологію.

## Вплив на навколишнє середовище
Новий тип реактора може зменшити запаси радіоактивних відходів, що їх тільки в США накопичилось 700 тис. тон. Лише 8 тон таких відходів здатні забезпечувати електроенергією 2,5 млн домогосподарств протягом року. Завдяки використанню цієї технології й використанню збідненого урану, що знаходиться в розсіяному стані в гідросфері планети, атомна енергетика здатна забезпечувати 10 млрд осіб електроенергією (на середньому рівні споживання в США на початку XXI століття) протягом мільйонів років.